# Фриц Бекер
Фриц Бекер (на немски: Fritz Becker) е немски офицер, служил по време на Първата и Втората световна война.

## Биография

#### Ранен живот и Първа световна война (1914 – 1918)
Фриц Бекер е роден на 7 март 1892 г. в Хайделберг, Германия. Присъединява се към армията, през 1913 г. е офицерски кадет, а през следващата година е произведен в лейтенант. По време на Първата световна война служи в пехотни подразделения, а след нея се присъединява към Райхсвера.

#### Втора световна война (1939 – 1945)
В началото на Втората световна война командва 60-и пехотен полк. На 15 май 1942 г. е изпратен в резерва, а на 17 юли 1942 г. му в порено ръководството на 365-и военен окръг (Oberfeldkommandantur). Следващото му назначение идва на 15 септември 1942 г., когато е назначен за командир на 370-а пехотна дивизия. На 1 юни 1944 г. отново е изпратен в резерва. На 3 юли 1944 г. поема командването на 46-и танков корпус, а на 20 август 1944 г. на 24-ти танков корпус. На 30 септември 1944 г. отново командва пехотно подразделение, този път 389-а пехотна дивизия, след което отново е изпратен в резерва. Пленен е от британските войски на 27 май 1945 г. Остава в плен до 6 януари 1948 г. Умира на 11 юни 1967 г. в Херцберг, Германия.

## Военна декорация
| - Германски орден „Железен кръст“ (1914) – II (септември 1914) и I степен (29 октомври 1916) - Германска „Значка за раняване“ (?) – черна (?) - Орден „Кръст на честта“ (13 декември 1934) - Германски орден „Железен кръст“ (1939, повторно) – II (24 май 1940) и I степен (3 юни 1940) | - Германски медал „За зимна кампания на изтока 1941/42 г.“ - Германска „Пехотна щурмова значка“ – бронзова (24 ноември 1941) - Орден „Германски кръст“ (22 ноември 1941) – златен - Рицарски кръст – 6 април 1943 г. |